# Liste der Baudenkmäler im Wuppertaler Wohnquartier Hesselnberg
Die Liste der Baudenkmäler im Wuppertaler Wohnquartier Hesselnberg enthält die denkmalgeschützten Bauwerke auf dem Gebiet von Wuppertal-Hesselnberg in Nordrhein-Westfalen (Stand: November 2011). Diese Baudenkmäler sind in der Denkmalliste der Stadt Wuppertal eingetragen; Grundlage für die Aufnahme ist das Denkmalschutzgesetz Nordrhein-Westfalen (DSchG NRW).

## Auszug aus der Denkmalliste

### Eingetragene Baudenkmäler
| Bild           | Bezeichnung                                           | Lage                                         | Beschreibung | Bauzeit | Eingetragen seit  | Denkmal- nummer |
| -------------- | ----------------------------------------------------- | -------------------------------------------- | --- | ------- | ----------------- | --------------- |
| weitere Bilder | Friedhofskapelle (Kapelle des Unterbarmer Friedhofs)  | Hesselnberg Am Unterbarmer Friedhof 16 Karte | | 1928/29 | 10. Juli 2009     | 4235            |
| weitere Bilder | Orgel (Kapelle des Unterbarmer Friedhofs)             | Hesselnberg Am Unterbarmer Friedhof 16 Karte | | 1928    | 28. April 2009    | 4233            |
| weitere Bilder | Grabmal (Grabstätte Molineus)                         | Hesselnberg Am Unterbarmer Friedhof 16       | Unterbarmer Friedhof, Grabstätte Molineus. Feld 1/2, Reihe 9/10, Nummer 17–24                                                                             |         | 9. August 1995    | 3714            |
| weitere Bilder | Grabmal (Grabstätte Paashaus)                         | Hesselnberg Am Unterbarmer Friedhof 16       | Unterbarmer Friedhof, Grabstätte Paashaus |         | 25. Oktober 2002  | 1396            |
| weitere Bilder | Grabmal mit Sphinx (Grabstätte Riedel-Goschin)        | Hesselnberg Am Unterbarmer Friedhof 16       | Unterbarmer Friedhof, Grabstätte Riedel-Goschin (Grabmal mit Sphinx)                                                                                      |         | 16. Dezember 2011 | 3885            |
| weitere Bilder | Villa (Villa Herberts)                                | Hesselnberg Hirschstraße 12 Karte            | |         | 31. März 1992     | 2135            |
| weitere Bilder | Fabrikgebäude (Börse)                                 | Hesselnberg Klophausstraße 11 Karte          | nur die Fassade zur Klophausstraße steht unter Schutz. Geführt wird das Denkmal in der amtlichen Liste unter der Adresse des Haupteingangs Wolkenburg 100 | um 1910 | 25. November 1994 | 3587            |
| weitere Bilder | Fabrikgebäude Textilindustrie (Weberei Kruse & Söhne) | Hesselnberg Ritterstraße 54 Karte            | eine bauliche Einheit mit Ritterstraße 56 |         | 22. Mai 1987      | 1062            |
| weitere Bilder | Fabrikgebäude                                         | Hesselnberg Ritterstraße 58 Karte            | |         | 11. Juli 1996     | 3968            |